# 遠藤卓治
遠藤 卓治（えんどう たくじ、1886年〈明治19年〉10月3日 - 没年不明）は、日本の農民、埼玉県多額納税者。有限責任行幸村信用販売購買組合理事。

## 人物
埼玉県北葛飾郡行幸村（現・幸手市）出身。遠藤鎛吉の二男。1925年、家督を相続する。農業を営む。貴族院多額納税者議員選挙の互選資格を有する。
趣味は園芸、盆栽、読書。宗教は禅宗。住所は埼玉県北葛飾郡行幸村大字千塚。

## 家族・親族
遠藤家
- 父・鎛吉（1858年 - ?、農業、質商、栗橋銀行頭取）[2]
- 妻・まさ（1900年 - ?、埼玉、小泉三郎右衛門の二女）[2]
- 長男・盛一郎（1910年 - ?）[3] - 1934年、早稲田大学専門部法律科卒業[5]。浅野物産に勤務[5]。住所は埼玉県浦和市本太[5]（現・さいたま市浦和区）。
  - 同妻・重子（1914年 - ?、埼玉、遠藤柳作の二女）[3]
- 二男[2]
- 四男[3]
- 五男[3]
- 長女[3]
- 二女[3]
- 三女[3]
- 四女[3]
- 五女[3]

親戚
- 長男の妻の父・遠藤柳作[3]（衆議院議員、貴族院議員、参議院議員、武蔵野銀行頭取、官僚、弁護士）
- 横川重次（武蔵野銀行相談役、衆議院議員、埼玉県多額納税者、農業、製材業、横川製材社長）